# Söderköping (comuna)
Söderköping (em sueco: Söderköpings kommun;  pronúncia) ou Sodercopinga  é uma comuna da Suécia localizada no condado de Östergötland. Sua capital é a cidade de Söderköping. Possui 674 quilômetros quadrados. Segundo o censo de 2018, havia 14 618 habitantes.